# Emil Frei
Emil "Tom" Frei III (St. Louis, Missouri, 21 de fevereiro de 1924 – 30 de abril de 2013) foi um médico e oncologista estadunidense. Foi diretor e médico-chefe do Dana–Farber Cancer Institute em Boston, Massachusetts. Foi também Richard and Susan Smith Distinguished Professor of Medicine da Escola de Medicina Harvard.

## Formação
Sua família era proprietária da fábrica de vitrais Emil Frei & Associates. Frei completou um curso de pré-medicina na Universidade Colgate em 1944 depois de apenas dois anos de estudo e graduou-se em medicina na Universidade Yale em 1948.

## Carreira
Foi internista no Firmin Desloge Hospital, atualmente Saint Louis University Hospital, e serviu como médico na Guerra da Coreia. Trabalhou no National Cancer Institute de 1955 a 1965 e no University of Texas MD Anderson Cancer Center de 1965 a 1972; enquanto estava no MD Anderson foi diretor fundador do Departamento de Desenvolvimento Terapêutico, que evoluiu para o Centro de Pesquisa Clínica. Atuou como médico-chefe no Dana–Farber Cancer Institute de 1972 a 1991. É mais conhecido por seu trabalho no tratamento de linfomas e leucemia infantil e adulta. Sua pesquisa inovadora sobre a então controversa quimioterapia combinada, incluindo o VAMP regimen, granjearam-lhe ganhou muitos prêmios.
É co-autor de "Cancer Medicine" com James F. Holland.

### Envolvimento no grupo de pesquisa cooperativa de câncer
Frei foi um dos fundadores do "Acute Leukemia Group B", que mais tarde evoluiu para o Cancer and Leukemia Group B (CALGB). Atuou como presidente do grupo por 16 anos, de 1956 a 1963, e novamente de 1981 a 1990.

## Reconhecimentos

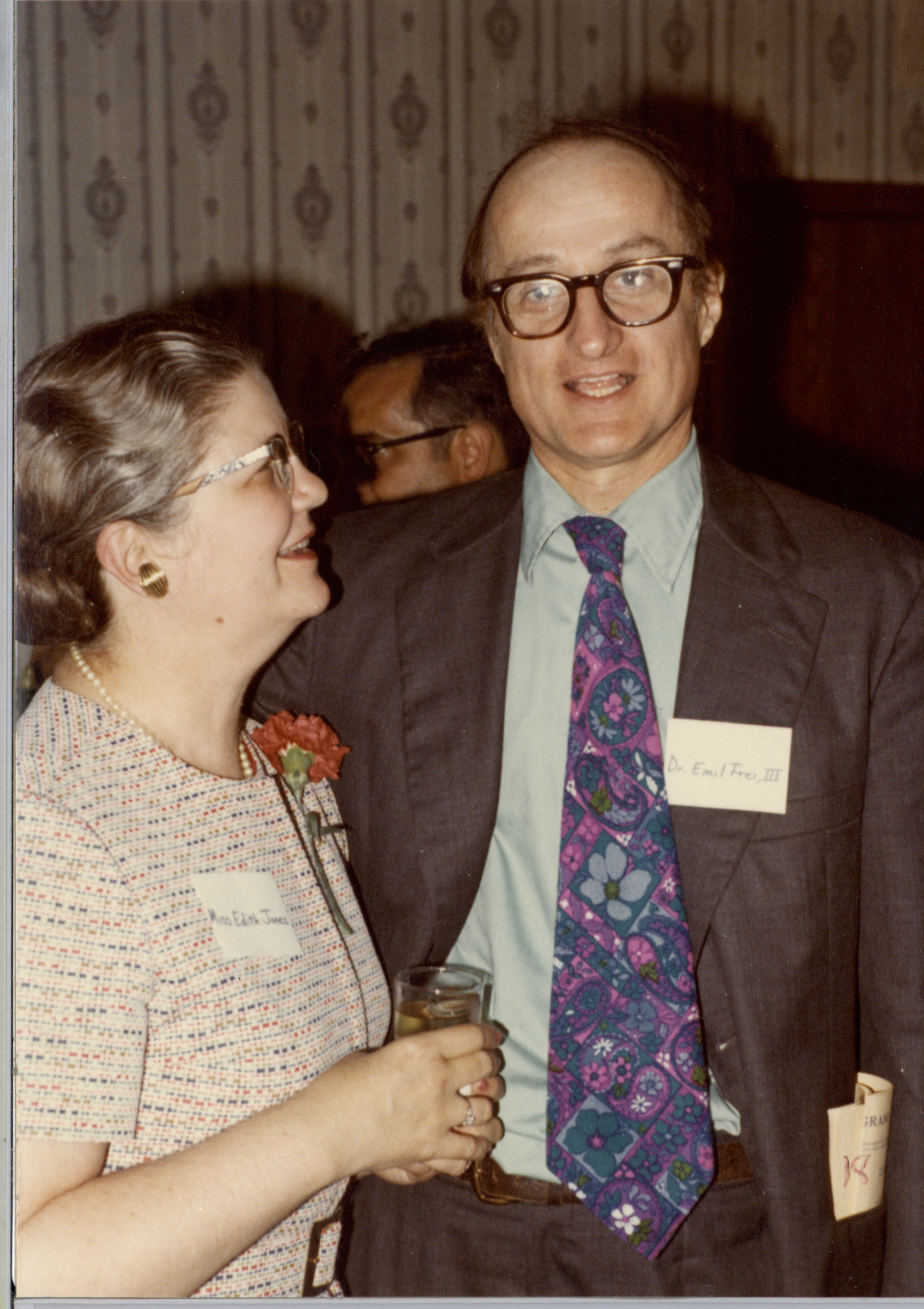
Dr. Emil Frei com Edna Jones em 1972

Em 1972 recebeu o Prêmio Lasker-DeBakey de Pesquisa Médico-Clínica da Fundação Lasker "por sua excelente contribuição na aplicação do conceito de quimioterapia combinada para linfoma e leucemia aguda de adultos". Outros prêmios incluem o Jeffrey A. Gottlieb Memorial Award (1978); NIH Distinguished Alumni Award (1990); fellow da Academia de Artes e Ciências dos Estados Unidos (1999); Prêmio Kettering (1983); Pollin Prize for Pediatric Research (2003); e AACR Award for Lifetime Achievement in Cancer Research (2004).

## Morte
Frei morreu de doença de Parkinson em sua casa em Oak Park, Illinois, em 30 de abril de 2013. Tinha 89 anos de idade.